# Битва с факелами
Битва с факелами (тур. Meşaleler Savaşı, перс. نبرد مشعل‎; 7-11 мая, 8 мая или 11-13 мая 1583 года) — битва Османо-сефевидской войны 1578—1590 годов. Битва состоялась на берегу реки Самур на другом берегу от Демир-капы и длилась три дня. Название она получила из-за того, что с наступлением ночи противники продолжали сражение при свете факелов. Осман-паша Оздемироглу одержал победу, что позволило ему укрепиться в Ширване.

## Предыстория
Кампания началась летом 1578 года. После нескольких побед в начале войны османы подчинили Грузию и Ширван. В Демир-капы находился османский бейлербей Ширвана Осман-паша Оздемироглу. В 1582 году шли переговоры о мире, посол персидского шаха уже год находился в Стамбуле. Во время переговоров в Стамбул добрался гонец с донесением Османа-паши, который сообщал о ловушке, устроенной кызылбашами. Они обратились к одному из санджакбеев, уверяя, что подписан мир. Тот не заподозрил коварства и открыл ворота крепости, после чего был убит со своими людьми. Разгневанный султан приказал арестовать посла шаха. В Демир-капы через Крым была переброшена в подкрепление армия Румелии под командованием Якуба-бея, бейлербея Силистры. 25 апреля 1583 года Якуб-бей получил смертельную рану и погиб. После смерти Якуба-бея его воины из Силистры выразили готовность отомстить за командира, и Осман-паша с армией выступил из Демир-капы. Они переправились через реку Самур и остановились в месте под названием Бештепе. Почти сразу после этого показались передовые части персидской армии, насчитывавшей 50 тысяч человек без учёта грузинских войск.

## Битва
На правом фланге османской армии был поставлен бейлербей Сиваса Хайдар-паша. На левом фланге стоял бейлербей Кефе Джафар-паша, командовавший войсками Румелии после смерти Якуба-бея. Сам командующий, Осман-паша, стоял в центре, а перед ним были выстроены ряды янычаров с 30 пушками. Осман-паша в этой битве был на своём чёрном коне, который в течение тридцати лет был его верным спутником, и ржание которого считал верным признаком победы.
Напротив Османа-паши стояли гвардейцы шаха, напротив правого османского фланга стоял Имамкули-хан, сефевидский правитель Гянджи, напротив левого османского фланга стояли Рустам-хан Хусамоглу и Ибн Бурхан, ширванский бей, ранее служивший османам.
Утром передовые отряды противников атаковали друг друга, эти мелкие стычки продолжались весь день. С наступлением темноты в то время битвы обычно прерывались, но на этот раз этого не произошло. Обе стороны зажгли факелы и продолжали сражаться до полуночи, что впоследствии послужило причиной названия этой битвы — «битва с факелами» или «факельное сражение». После полуночи по согласию обеих сторон временно бой прекратился, на всех флангах были выставлены караулы.
На следующее утро битва продолжилась с не меньшим ожесточением. Персы считали себя победителями, потому что они заняли высокий берег реки и окружили османские войска со всех сторон. Но и второй день не принёс победы ни одной из сторон. Факелы опять были зажжены, и бои продолжались до полуночи. Наконец уставшие противники в полночь разошлись. Если бы османы потерпели поражение, это могло бы стать для них катастрофой. Осман-паша понимал возможность такого исхода, он сказал своим солдатам, что у них нет другой цели, кроме как стать мучениками ради веры.
На третий день утром битва продолжилась, Джафер-паша начал отступать, но на другом фланге войска Румелии стали теснить противника, османы усилили давление на своём левом фланге и персы побежали.
По словам Ибрагима Печеви, Имамкули-хан закричал: «Эй, вы, трусы? Почему бежите? Да не пойдёт вам впрок шахский хлеб!». Но, поскольку его призыв остался без ответа, ему пришлось самому бежать с поля боя.

## Последствия
После боя поле было усеяно телами. У павших персов отрезали головы, которых оказалось 7500 штук, и из них по повелению Османа-паши сложили башню, ещё 3 тысячи попало в плен. Имамкули-хан написал грузинским князьям, прося о помощи против османов, но они не успели прибыть к месту сражения. Рахимизаде писал, что они заблудились и были перебиты местными жителями. 17 знатных грузин были взяты в плен, а отрубленные головы убитых доставили Осману-паше, который, в свою очередь, отослал головы «сыну бека Зегама Левент-хана». Осман-паша спросил царя, почему грузины, согласившиеся подчиниться султану, нарушают обещание. После битвы Осман-паша дал армии три дня отдохнуть, прежде чем повёл их в Шемаху, где начал строительство крепости, которая была закончена за 40 дней. Приняв изъявление покорности от грузинских и дагестанских вельмож, Осман-паша ушёл в Демир-капы.
По словам османских историков, Осман-паша одержал одну из своих величайших побед, И. Узунчаршилы называл битву «знаменитое сражение», а Ибрагим Печеви — «великое сражение». Эта победа позволила Осману-паше укрепиться в Ширване, тем самым эта битва стала решающей для сохранения османского контроля в Закавказье.

## Комментарии
1. ↑  Описания и датировки событий неоднозначны. И. Узунчаршилы предпочёл не датировать битву, указав лишь год[8].
  - Печеви: «войска выступили из Демиркапы и разбили лагерь 6 числа упомянутого месяца (29. IV.1583) в степи. На восемнадцатый день месяца (11. V 1583) лагерь был разбит в местности, называемой Бештепе. Как раз в это время показались вражеские полки»[9].
  - Хаммер: «29 апреля Осман-паша оставил Дербенд во главе своей армии, чтобы выступить против персов; три дня подряд он осматривал равнину перед городом и четыре дня спустя прибыл на берег Самура, который он преодолел с большим трудом. На следующий вечер аванпосты Бешдепе объявили о приближении персов. Утром следующего дня две армии пошли в бой»[7].
  - Шимширгил[англ.]: «29 апреля он вышел из Дербенда намереваясь идти на персов. В течение трёх дней через город парадом шли войска. Через четыре дня они вышли к реке Самур и пересекли реку. На следующий вечер аванпосты в Бештепе сообщили, что приближаются персы»[10].
2. ↑  Персы были шиитами (кызылбашами), а османы — суннитами.